# Užupis
Užupis je opština Vilnjusa, glavnog grada Litvanije. Ime Užupis znači „s one strane reke“ a reč je o Viljni, po kojoj je i Vilnjus dobio ime. Danas je to umetnički kraj sa galerijama, umetničkim radionicama i kafićima. 
Užupis je mali (oko 148 jutara zemlje) i izolovan kvart. S jedne strane ga od starog grada deli reka Viljna, s druge strane su brda, s treće industrijska oblast izgrađena pod Sovjetima. Užupis su, do Drugog svetskog rata, većinom naseljavali Jevreji, koji su istrebljeni tokom Holokausta, a jevrejsko groblje su kasnije uništili Sovjeti. Napuštene kuće su u početku mahom zauzeli kriminalci, beskućnici i prostitutke. Vremenom, mnogi poznati umetnici se sele u Užupis, a mlađi umetnici skvotiraju napuštene zgrade. 
Nakon proglašenja nezavisnosti Litvanije 1990. mnoge prazne kuće zauzimaju gradski umetnici i boemi, koji proglašavaju nezavisnost Republike Užupis sa sopstvenom zastavom, predsednikom, ustavom, pa čak i vojskom od 12 ljudi. Od tada se poluozbiljno slavi godišnjica nezavisnosti svakog prvog aprila. 
Predsednik Republike Užupis je pesnik, muzičar i filmski reditelj Romas Lileikis, a umetnici se trude da stvore festivalsku atmosferu u kraju. Prva inicijativa zajednice je bila izgradnja spomenika Frenku Zapi. Statua Anđeo Užupisa je postavljena na glavnom trgu 4. aprila 2001. i od tada je postala simbol umetničke slobode kvarta. 

## Spoljašnje veze
- Ustav Užupisa (језик: енглески) (језик: руски)
- Foto galerija